# 거짓말

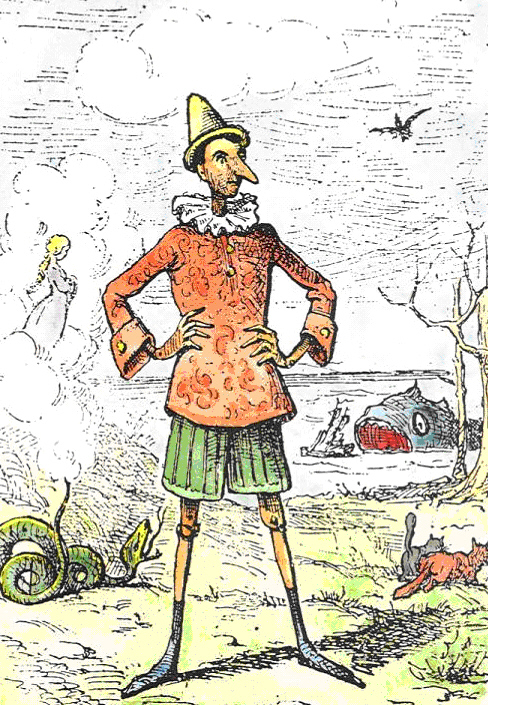
가상의 인물인 피노키오는 거짓말쟁이를 흔히 묘사한 것이다.

거짓은 사실이 아님을 의미한다. 비슷한 말로 가짜, 허위(虛僞) 등이 있다. 이런 거짓을 말로하는 행위를 거짓말(문화어: 꽝포)이라고 하며, 말하는 이가 이미 거짓임을 알고 있는 상태에서, 듣는 이를 사실로 믿게 하기 위해 하는 실제와 다른 발언 또는 일부만 사실인 발언 혹은 사실 전부를 말하지 않는 것을 의미한다. 즉, 거짓말은 거짓이라고 믿어지는 진술로, 일반적으로 다른 사람을 기만하거나 오도할 목적으로 사용된다. 거짓말을 전달하는 행위를 거짓말하기라고 한다. 거짓말을 전달하는 사람을 거짓말쟁이라고 부를 수 있다. 거짓말은 의도적으로 거짓되거나 오해를 불러일으키는 진술로 해석될 수 있지만, 모든 문자적으로 거짓된 진술이 거짓말로 간주되는 것은 아니다. 은유, 과장법 및 기타 비유적 수사는 오도할 의도가 없는 반면, 거짓말은 청중에 의해 문자 그대로 해석되도록 명시적으로 의도된다. 거짓말은 또한 그것을 사용하는 개인에게 다양한 도구적, 대인 관계적 또는 심리적 기능을 제공할 수도 있다.
일반적으로 "거짓말"이라는 용어는 부정적인 의미를 가지며, 상황에 따라 거짓말을 하는 사람은 사회적, 법적, 종교적 또는 형사적 제재를 받을 수 있다. 예를 들어, 위증, 즉 선서 하에 거짓말을 하는 행위는 위증자에게 형사 및 민사 소송이 제기될 수 있다.
많은 문화권에서 사람들이 비언어적 행동(예: 눈 맞추지 않기, 안절부절못하기, 말을 더듬기, 미소 짓기)을 관찰하여 속임수를 감지할 수 있다고 믿지만, 연구에 따르면 사람들은 그러한 신호의 중요성과 속임수에 대해 정확한 판단을 내리는 능력을 모두 과대평가하는 경향이 있다. 더 일반적으로, 사람들의 진실한 판단 능력은 들어오는 정보를 받아들이고 감정을 진리의 증거로 해석하는 경향에 의해 영향을 받는다. 사람들은 항상 들어오는 진술을 자신의 기억과 대조하여 확인하지는 않는다.

## 유형 및 관련 용어
- 뻔뻔한 거짓말은 때로는 숨기지 않고 때로는 듣는 사람들에게도 명확하지 않은 뻔뻔하고 후안무치하며 파렴치하고 노골적이거나 대담한 거짓말이다.[9]
- 거짓 선동은 피해자가 이미 가지고 있는 정보나 상식에 의해 반박될 가능성이 있는 중요한 것을 믿게 하려는 시도이다. 거짓말의 규모가 충분히 크면, 피해자가 그렇게 거대한 거짓이 정말로 꾸며졌으리라고는 믿기 싫어하는 경향 때문에 성공할 수 있다.[10]
- 검은 거짓말은 단순하고 냉혹한 이기심에 관한 것이다. 이들은 보통 다른 사람이 아무것도 얻지 못할 때 말해지며, 유일한 목적은 자신을 곤경에서 벗어나게 하거나(자신에 대한 피해 감소), 자신이 원하는 것을 얻는 것(자신에 대한 이점 증가)이다.[11][더 나은 출처 필요]
- 파란 거짓말은 공동체에 이익이 되거나 "공동선"의 이름으로 말해지는 거짓말의 한 형태이다. "파란 거짓말"이라는 용어의 유래는 경찰관들이 경찰력을 보호하거나 피고인에 대한 법적 소송의 성공을 보장하기 위해 허위 진술을 한 경우에서 비롯되었을 수 있다.[12]
- 만우절은 만우절에 말해지거나 행해지는 거짓말 또는 속임수이다.
- 허세는 자신이 가지고 있지 않은 능력이나 의도를 가장하는 것이다.[10] 허세는 포커와 같은 게임의 맥락에서 일어날 때는 도덕적이지 않다고 거의 여겨지지 않는 속임수 행위로, 이러한 종류의 속임수는 플레이어들이 사전에 동의한다. 예를 들어, 다른 플레이어들을 속여 실제 가지고 있는 카드와 다른 카드를 가지고 있다고 믿게 하는 도박사나, 왼쪽으로 움직일 것처럼 힌트를 주고 오른쪽으로 피하는 선수들은 거짓말을 하는 것으로 간주되지 않는다(이는 페인트 동작 또는 속임수라고도 알려져 있다). 이러한 상황에서 속임수는 허용되며 일반적으로 전술로 예상된다.
- Bullshit (또한 B.S., bullcrap, bull)은 반드시 완전히 꾸며낸 이야기일 필요는 없다. 거짓말은 화자가 자신이 말하는 것이 거짓이라고 믿으면서 말하지만, 불필요한 말은 화자가 듣는 사람에게 어떤 인상을 주고자 하는 데 더 관심이 있기 때문에 자신이 말하는 것이 사실인지 아닌지 신경 쓰지 않으면서 제공된다. 따라서 불필요한 말은 사실일 수도 거짓일 수도 있지만, 진실에 대한 무관심을 보여주며 이는 거짓말로 이어질 가능성이 있다.[13]

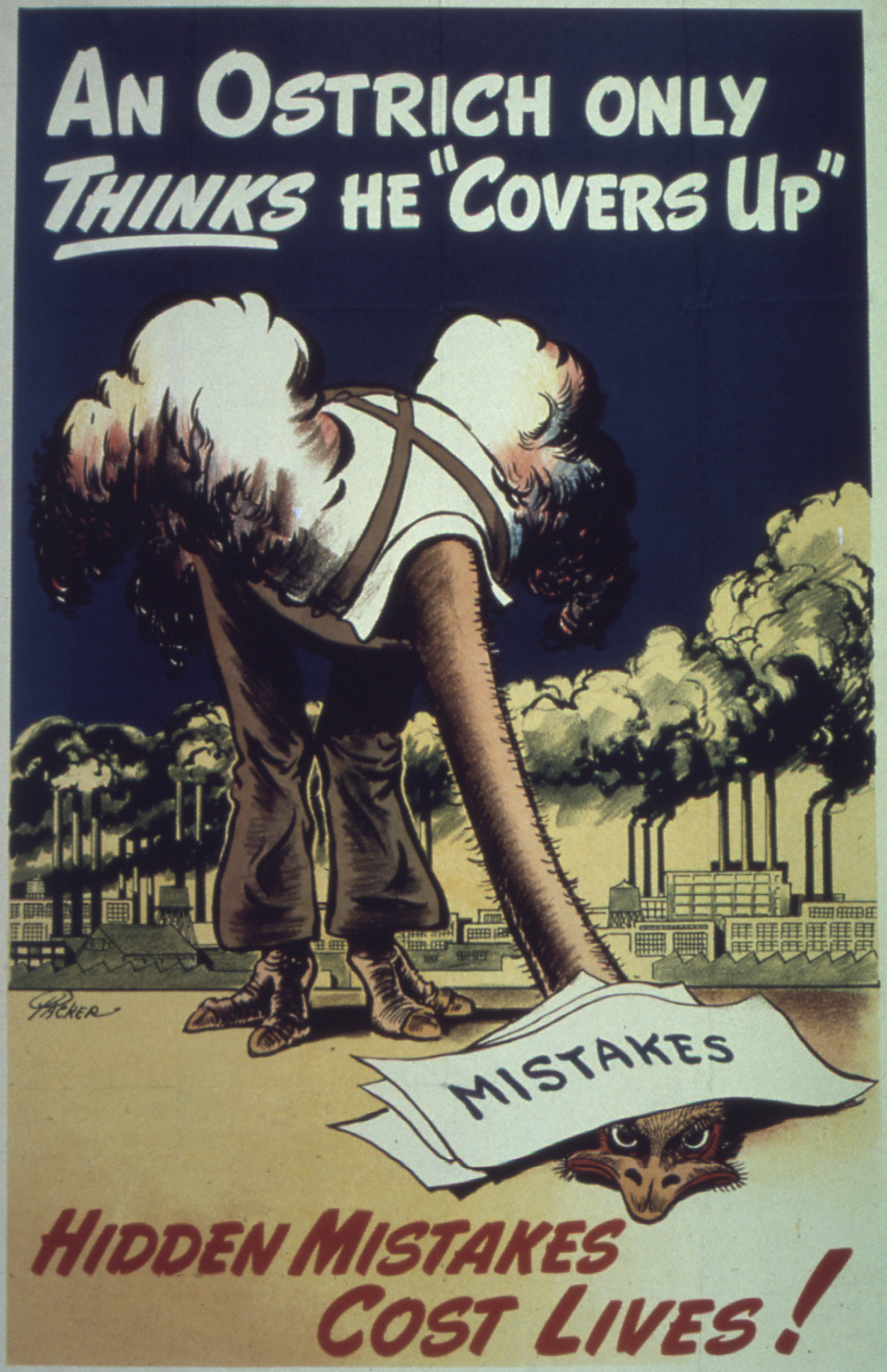
거짓말에 대한 동기 부여 포스터에는 "타조는 그저 '가릴' 뿐이라고 생각한다"고 적혀 있다.

- 거짓말에 대한 동기 부여 포스터에는 "타조는 그저 '가릴' 뿐이라고 생각한다"고 적혀 있다. 은폐는 거짓말, 실수, 당황스러운 행동 또는 생활 방식, 그리고/또는 이전에 행한 거짓말을 부정, 변호 또는 모호하게 하는 데 사용될 수 있다.[10] 이전에 했던 거짓말을 부인하거나, 이전의 거짓말이 생각만큼 심각하지 않았다고 주장할 수도 있다. 예를 들어, 사전에 계획된 거짓말이 사실 "단지" 비상 거짓말이었다고 주장하거나, 이기적인 거짓말이 사실 "단지" 선의의 거짓말 또는 고귀한 거짓말이었다고 주장하는 식이다. 이것은 속이는 사람이 스스로를 속이는 확증 편향과 혼동해서는 안 된다.
- 명예훼손은 개인, 기업, 제품, 단체, 정부, 종교 또는 국가의 명예를 훼손하는 허위 진술의 전달이다.[10]
- 회피는 거짓말의 대상이 되는 주제를 피하여 거짓말에 주의를 기울이지 않는 것이다. 거짓말이 기반이 되는 주제에 주의를 기울일 때, 회피하는 사람들은 무시하거나 응답을 거부한다. 능숙한 회피자들은 수동 공격적이며, 주제에 직면했을 때 무시하고 응답하지 않기로 선택한다.[14]
- 역정보는 대상 청중을 기만하기 위해 의도적으로 거짓 또는 오해의 소지가 있는 정보를 계산된 방식으로 퍼뜨리는 것이다.[10]
- 과장은 진술의 가장 기본적인 측면이 어느 정도는 사실이지만, 단지 그 정도일 뿐인 경우에 발생한다. 또한 "진실을 과장하는" 또는 어떤 것을 실제보다 더 강력하거나 의미 있거나 실제적인 것처럼 보이게 하는 것으로도 볼 수 있다. 누군가가 무언가의 절반만 먹었는데도 대부분을 먹었다고 말하는 것은 과장으로 간주된다. 과장은 쉽게 과장법으로 판명될 수 있는데, 이는 사람의 진술(예: 비공식적인 연설에서 "그는 이미 백만 번이나 이랬어!")이 문자 그대로 이해되도록 의도되지 않은 경우이다.[10]
- 국제 도서관 연맹에서 발행한 가짜 뉴스를 식별하는 방법 인포그래픽 가짜뉴스는 전통적인 인쇄 및 방송 뉴스 미디어 또는 온라인 소셜 미디어를 통해 퍼지는 의도적인 오보 또는 날조로 구성된 황색언론의 일종으로 알려져 있다.[15] 때로는 불편한 진실과 사실로부터 주의를 돌리기 위한 기만적인 장치로 이 용어가 사용되기도 한다.
- 작은 거짓말은 사소한 문제이기 때문에 용서하기 쉬운 거짓말이다. 예를 들어, 아이가 가족의 개가 집안의 꽃병을 깨뜨렸다고 주장하며 작은 거짓말을 할 수 있는데, 실제로는 아이가 그것을 깨뜨린 것이다.[10]
- 사기는 거짓말쟁이가 물질적 또는 재정적 이득을 얻기 위해 다른 사람이나 사람들이 거짓말을 믿도록 유도하는 행위를 말한다. 상황에 따라 사기는 거짓말쟁이에게 민사 또는 형사 처벌을 받을 수 있다.[16]
- 회색 거짓말은 부분적으로 다른 사람을 돕고 부분적으로 자신을 돕기 위해 말해진다. 도움과 해로움의 균형에 따라 회색의 농도가 달라질 수 있다. 회색 거짓말은 거의 정의상 명확히 하기 어렵다. 예를 들어, 친구를 곤경에서 벗어나게 하기 위해 거짓말을 할 수 있지만, 그들이 어떤 식으로든 해를 입은 사람들은 손해를 보는 동안 그들이 당신을 위해 거짓말을 하는 상호 이득을 얻을 수 있다.[11][더 나은 출처 필요]
- 반진실 또는 부분적 진실은 진실의 일부 요소를 포함하는 기만적인 진술이다. 진술은 부분적으로 사실일 수 있고, 진술은 전체 진실의 일부일 뿐 완전히 사실일 수 있으며, 또는 잘못된 문장 부호나 이중 의미와 같은 기만적인 요소를 사용할 수 있다. 특히 의도가 속이거나, 회피하거나, 비난하거나, 진실을 왜곡하려는 경우에 그렇다.[17] 부분적 진실은 악의적인 의도를 특징으로 하므로, 정직한 사람들은 그것을 "합리적인 핵심"을 포함하고 있다고 변명해서는 안 된다.[18]
- 작화증 (또는 정직한 거짓말)은 역사, 배경 및 현재 상황을 부정확하게 설명하는 언어적 진술 또는 행동으로 식별될 수 있다. 일반적으로 오보하려는 의도는 없으며, 개인은 자신의 정보가 거짓이라는 것을 인지하지 못한다. 이 때문에, 정의상 진술이 거짓말로 간주되려면 속이려는 의도가 있어야 하므로, 이것은 기술적으로 거짓말이 전혀 아니다.
- 농담 거짓말은 농담으로 의도된 거짓말로, 현재 모든 당사자가 그렇게 이해하도록 의도되었다. 장난과 반어가 그 예이다. 더 정교한 사례는 일부 스토리텔링 전통에서 볼 수 있는데, 이야기꾼이 모든 반대 증거에도 불구하고 이야기가 절대적인 진실이라고 주장하는 것(예: 거창한 이야기)이 유머러스하게 여겨진다. 이것들이 "진짜" 거짓말인지에 대한 논쟁이 있으며, 다른 철학자들은 다른 견해를 가지고 있다. 런던의 크릭 크랙 클럽(Crick Crack Club)은 매년 "대 거짓말 대회"를 개최하며, 우승자에게는 탐나는 "호자 컵"(물라 나스레딘의 이름을 따서 명명됨: "진실은 내가 한 번도 말해 본 적이 없는 것이다.")이 수여된다. 2010년 우승자는 휴 러프턴이었다. 미국에서는 벌링턴 거짓말쟁이 클럽(Burlington Liars' Club)이 매년 "세계 거짓말 챔피언" 타이틀을 수여한다.[19]
- 아이들을 위한 거짓말은 아이들과 일반인들을 위한 교수법으로 기술적이거나 복잡한 주제에 대한 단순화된 설명을 묘사하는 문구이다. 아이들을 위한 거짓말은 개념에 익숙하지 않은 사람들에게 복잡한 주제를 가르치는 데 유용하지만, 듣는 사람들 사이에 오해를 일으킬 수 있다. 이 문구는 생물학, 진화, 생물정보학 및 사회과학 분야의 학자들에 의해 받아들여졌다. 미디어에서 이 용어의 사용은 더 컨버세이션과 포브스를 포함한 출판물로 확대되었다.
- 생략에 의한 거짓말은 계속적인 허위 진술 또는 인용문 채굴이라고도 알려져 있으며, 오해를 조장하기 위해 중요한 사실이 생략될 때 발생한다. 생략에 의한 거짓말은 기존의 오해를 수정하지 않는 것을 포함한다. 예를 들어, 자동차 판매자가 정기적으로 정비를 받았다고 말하지만, 마지막 정비에서 결함이 보고되었다는 사실을 언급하지 않으면 판매자는 생략에 의해 거짓말을 하는 것이다. 이는 은폐와 비교될 수 있다. 생략은 어떤 사람이 대부분의 진실을 말하지만, 몇 가지 핵심 사실을 생략하여 진실을 완전히 가리는 경우이다.[14]

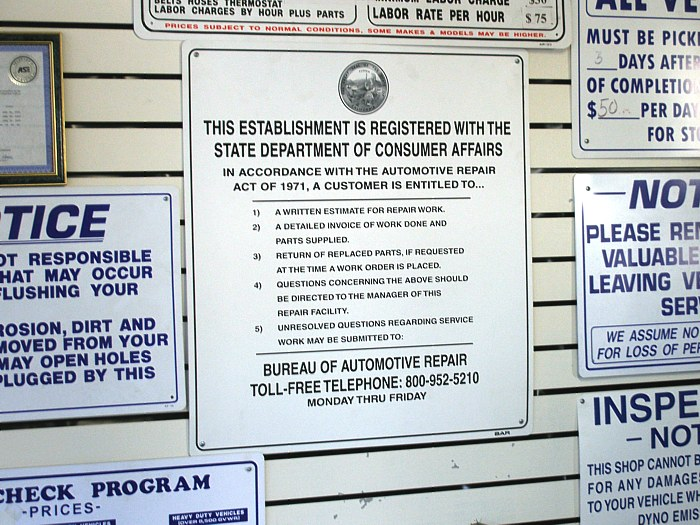
소비자 보호법은 종종 캘리포니아의 모든 자동차 정비공 상점에 나타나는 이와 같은 공지 게시를 의무화한다.

- 소비자 보호법은 종종 캘리포니아의 모든 자동차 정비공 상점에 나타나는 이와 같은 공지 게시를 의무화한다. 상업적 거짓말은 제품이나 서비스 판매자가 판매를 늘리기 위해, 특히 경쟁 우위를 확보하기 위해 제품이나 서비스에 대한 허위 사실을 광고하는 경우 발생한다. 많은 국가와 주에서 이러한 사기를 막기 위한 소비자보호법을 제정했다.
- 메모리 홀은 불편하거나 당황스러운 문서, 사진, 기록 또는 기타 기록(예: 웹사이트 또는 기타 아카이브에서)을 변경하거나 사라지게 하는 메커니즘으로, 특히 어떤 일이 결코 일어나지 않은 것처럼 보이게 하려는 시도의 일부이다.[20][21]
- 상호 기만은 거짓말이 허용되고 예상되는 상황이거나,[22] 당사자들이 해당 기만을 상호적으로 받아들이는 상황이다. 이는 포커 게임의 경우에서 입증될 수 있는데, 전략이 승리를 위해 기만과 블러핑에 의존한다.[23]

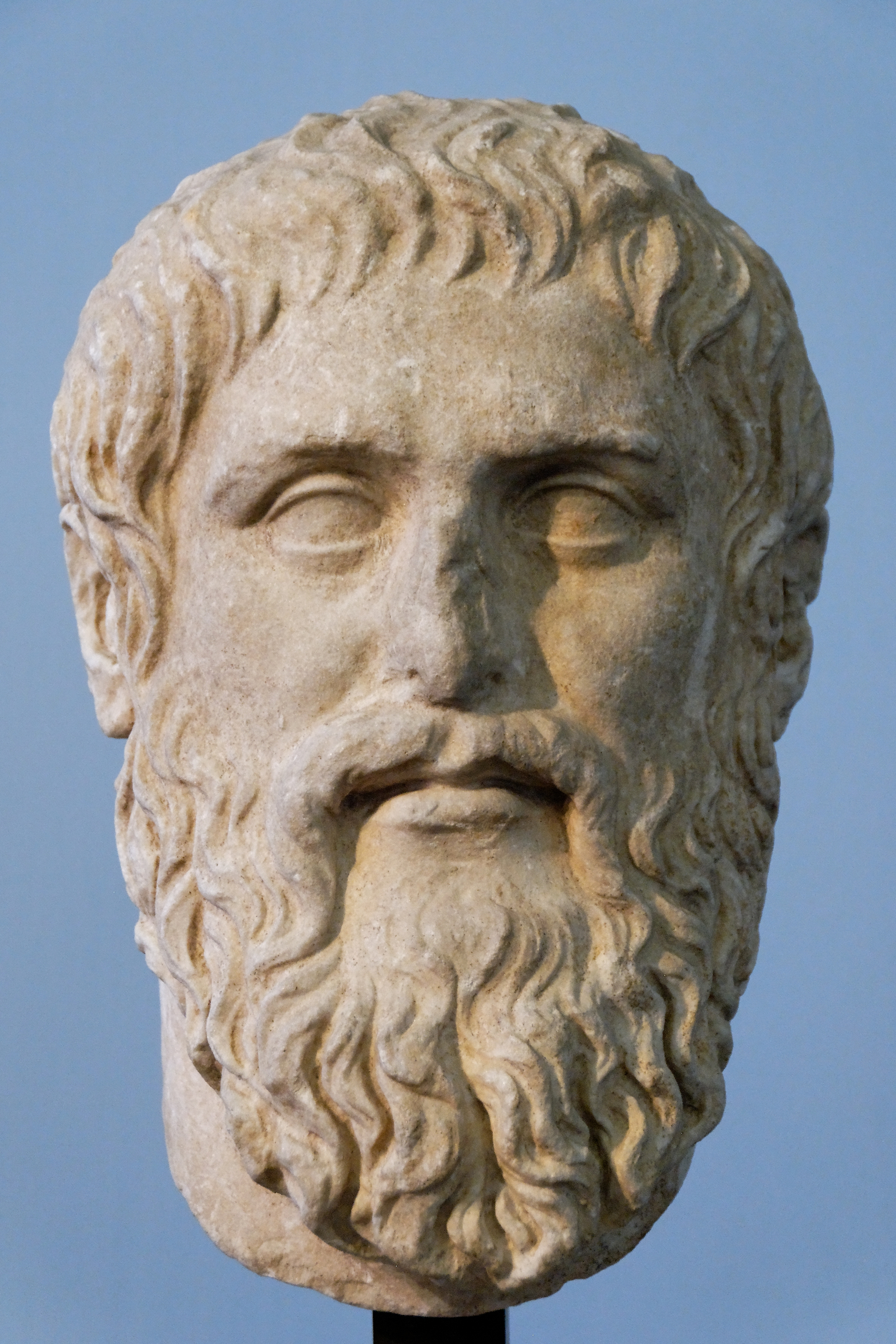
플라톤은 그의 국가에서 고귀한 거짓말의 사용을 정당화하는 주장을 제시했다.

- 플라톤은 그의 국가에서 고귀한 거짓말의 사용을 정당화하는 주장을 제시했다.[24] 고귀한 거짓말, 또는 전략적 허위 사실이라고도 불리는 이것은 일반적으로 드러나면 불화를 일으키지만, 거짓말을 하는 사람에게 어떤 이득을 주고 질서 있는 사회에 기여하여 잠재적으로 다른 사람들에게도 이롭다. 이는 종종 법, 질서 및 안전을 유지하기 위해 말해진다.
- 팔터링(Paltering)은 선택적인 진실된 진술을 적극적으로 사용하여 오도하는 것이다.[25]
- 온정적 기만은 기만당한 사람이 이득을 얻을 것이라고 (틀렸을 수도 있지만) 믿기 때문에 하는 거짓말이다.
- 정신건강의학에서, 공상허언증 (강박적 거짓말, 환상적 공상허언증, 망상증이라고도 함)은 습관적이거나 강박적인 거짓말의 행동을 말한다.[26][27] 이는 1891년 안톤 델브뤼크(Anton Delbrueck)에 의해 의학 문헌에 처음 기술되었다.[27] 논란의 여지가 있는 주제이지만,[27] 공상허언증은 "눈에 띄는 어떤 목적에도 전혀 비례하지 않는 허위 진술로, 광범위하고 매우 복잡할 수 있으며, 수년 또는 심지어 평생 동안 나타날 수 있다"고 정의되었다.[26] 개인은 자신이 거짓말을 하고 있다는 것을 인지할 수도 있고, 자신이 환상을 말하고 있다는 것을 인지하지 못한 채 진실을 말하고 있다고 믿을 수도 있다.
- 위증은 법원에서 선서 또는 확인 하에, 또는 다양한 서면 진술에서 중요한 문제에 대해 거짓말을 하거나 입증 가능한 허위 진술을 하는 행위이다. 위증은 범죄인데, 증인이 진실을 말하겠다고 선서했으며, 법원의 신뢰성을 유지하기 위해서는 증인 증언이 진실로 믿어져야 하기 때문이다.[10]
- 정중한 거짓말은 정중함의 기준에 의해 요구되는 거짓말로, 보통 양 당사자가 사실이 아니라는 것을 알고 있다. 그러한 거짓말이 허용되는지는 문화에 크게 의존한다. 국제 에티켓에서 흔히 사용되는 정중한 거짓말은 "일정 문제" 또는 "외교적 질병" 때문에 초대를 거절하는 것일 수 있다. 마찬가지로, 집사 거짓말은 보통 전자적으로 전송되는 작은 거짓말로, 대화를 끝내거나 체면치레를 위해 사용된다.[28]
- 과장 광고는 일반적으로 "최고 품질, 최저 가격" 또는 "항상 모든 사람들의 최선의 이익을 위해 투표한다"와 같이 광고 및 홍보 발표에서 발견되는 과장된 주장이다. 이러한 진술은 사실일 가능성이 낮지만 – 거짓임을 입증할 수 없으므로 무역 법규를 위반하지 않는다. 특히 소비자는 그것이 절대적인 진실이 아니라는 것을 판단할 수 있을 것으로 예상되기 때문이다.[29]
- 붉은 거짓말은 악의와 복수에 관한 것이다. 이는 보복에 대한 분노한 욕망으로 인해 자신에게 해를 끼치더라도 타인에게 해를 끼치려는 동기에서 비롯된다.[11][더 나은 출처 필요]
- "두 혀로 말하다"라는 문구는 의도적으로 한 가지를 말하고 다른 것을 의미하거나, 위선적이거나, 이중적인 방식으로 행동하는 것을 의미한다. 이 문구는 혁명 시기 즈음 미국인들에게 채택되었으며, 19세기 초의 풍부한 참고 문헌에서 발견될 수 있다. 종종 아메리카 원주민과 협상하는 미국 장교들이 그들에게 "곧은 혀로 말하고 두 혀로 말하지 않는다"(예: 앤드루 잭슨 대통령이 1829년 크리크 부족 구성원들에게 말했듯이)는 것을 납득시키려고 노력한 것을 보고한다.[30] 1859년의 한 기록에 따르면, "백인이 두 혀로 말한다"는 속담은 1690년대에 프랑스 아메리카 식민지인들이 이로쿼이 연맹 구성원들을 평화 회의에 초대했지만, 이로쿼이족이 도착하자 프랑스인들이 매복하여 이로쿼이족을 학살하고 포로로 잡았다는 원주민들의 묘사에서 유래했다.[31]
- 치료적 거짓말은 치매 환자의 동요를 피하기 위해 거짓말을 하거나 진실을 왜곡하는 것이다.[32] 의도는 환자를 속이는 것이 아니라, 오히려 다른 식으로 불쾌할 수 있는 상황이나 사실에 직면했을 때 그들이 안전하고 안심하도록 돕는 것이다.
- 모호한 표현은 비공식적인 용어[33]로, 특정하거나 의미 있는 진술이 이루어진 것처럼 보이게 하지만 실제로는 모호하거나 애매한 주장이 전달되어, 진술이 도전받을 경우 특정 의미를 부인할 수 있게 하는 단어와 구문을 말한다. 더 공식적인 용어는 애매어법이다.
- 선의의 거짓말은 해롭지 않거나 사소한 거짓말로, 특히 예의를 지키거나 다른 사람의 감정을 상하게 하지 않거나 진실 때문에 기분이 상하는 것을 막기 위해 말하는 것이다.[34][35][36] 선의의 거짓말은 더 큰 선을 위해 사용되는 거짓말(친사회적 행동)로도 간주된다. 이는 때때로 누군가를 해롭거나 감정적으로 상처를 줄 수 있는 진실로부터 보호하기 위해 사용되며, 특히 거짓말쟁이가 진실을 모르는 것이 완전히 해롭지 않다고 판단할 때 그렇다. 그러나 선의의 거짓말도 부적절한 상황에서 사용될 경우 불신을 조장할 수 있어 여전히 해로울 수 있다.[37]
- 브라뇨(Vranyo)는 러시아 문화에서 악의적으로 속이려는 의도 없이, 진실의 불쾌한 부분을 억압하는 환상으로 말해지는 선의의 거짓말 또는 반쯤 거짓말을 표현한다.

## 결과
거짓말이 가져올 수 있는 잠재적 결과는 다양하며, 특히 몇 가지를 고려해 볼 가치가 있다. 일반적으로 거짓말은 기만을 목적으로 하므로, 듣는 사람은 거짓된 믿음을 얻을 수 있다(또는 최소한 화자가 거짓이라고 믿는 것을). 기만이 성공하지 못하면 거짓말이 발각될 수 있다. 거짓말이 발각되면 같은 화자의 다른 진술에 대한 신뢰를 떨어뜨려 그 화자의 명예를 훼손할 수 있다. 어떤 상황에서는 화자의 사회적 또는 법적 지위에도 부정적인 영향을 미칠 수 있다. 예를 들어, 법정에서 거짓말을 하는 것은 형사 범죄(위증)이다.
한나 아렌트는 사회 전체가 지속적으로 거짓말을 당하는 특별한 경우에 대해 이야기했다. 그녀는 그러한 거짓말의 결과는 "거짓말을 믿는 것이 아니라, 아무도 더 이상 아무것도 믿지 않게 되는 것"이라고 말했다. 이는 거짓말이 본질적으로 변해야 하며, 거짓말하는 정부는 끊임없이 자신의 역사를 다시 써야 하기 때문이다. 듣는 쪽에서는 하나의 거짓말 – 평생 계속될 수 있는 거짓말 – 만이 아니라, 정치적 풍향에 따라 수많은 거짓말을 듣게 된다."

## 탐지
거짓말이 비언어적 행동을 통해 신뢰성 있게 탐지될 수 있는지에 대한 질문은 빈번한 연구의 대상이었다. 많은 문화권에서 사람들이 시선을 피하거나, 안절부절못하거나, 말을 더듬는 것과 같은 행동으로 기만을 나타낼 수 있다고 믿지만, 이는 연구에 의해 뒷받침되지 않는다. 비언어적 행동을 통한 기만 및 그 탐지에 대한 2019년 연구 검토는 사람들이 비언어적 행동이 기만을 나타내는 신뢰성뿐만 아니라 비언어적 행동을 기반으로 기만에 대해 정확한 판단을 내리는 능력도 과대평가하는 경향이 있다고 결론 내린다.
폴리그래프 "거짓말 탐지기" 기계는 대상이 진술하거나 질문에 답하는 동안 겪는 생리적 스트레스를 여러 측정값을 통해 측정한다. 스트레스 지표의 급증은 거짓말을 드러낸다고 주장된다. 이 방법의 정확성은 널리 논쟁의 여지가 있다. 여러 잘 알려진 사례에서 이 기술의 적용이 잘못된 결과를 주었음이 입증되었다. 그럼에도 불구하고, 주로 자백을 유도하거나 고용 심사를 위한 방법으로 많은 분야에서 여전히 사용되고 있다. 폴리그래프 결과의 신뢰성 부족은 많은 법원에서 그러한 평가를 증거로 인정하지 않는 근거이며, 이 기술은 일반적으로 유사과학의 한 예로 인식된다.
최근 연구에 따르면 거짓말을 꾸미는 데는 진실을 말하는 것보다 시간이 더 오래 걸리므로, 질문에 답하는 데 걸리는 시간이 거짓말 탐지 방법으로 사용될 수 있다. 거짓말과 함께 즉각적인 답변은 준비된 거짓말의 증거일 수 있다. 그 모순을 해결하기 위해 제시된 권장 사항은 대상을 놀라게 하고 너무 빠르지도 너무 길지도 않은 중간 정도의 답변을 찾는 것이다.

## 윤리학

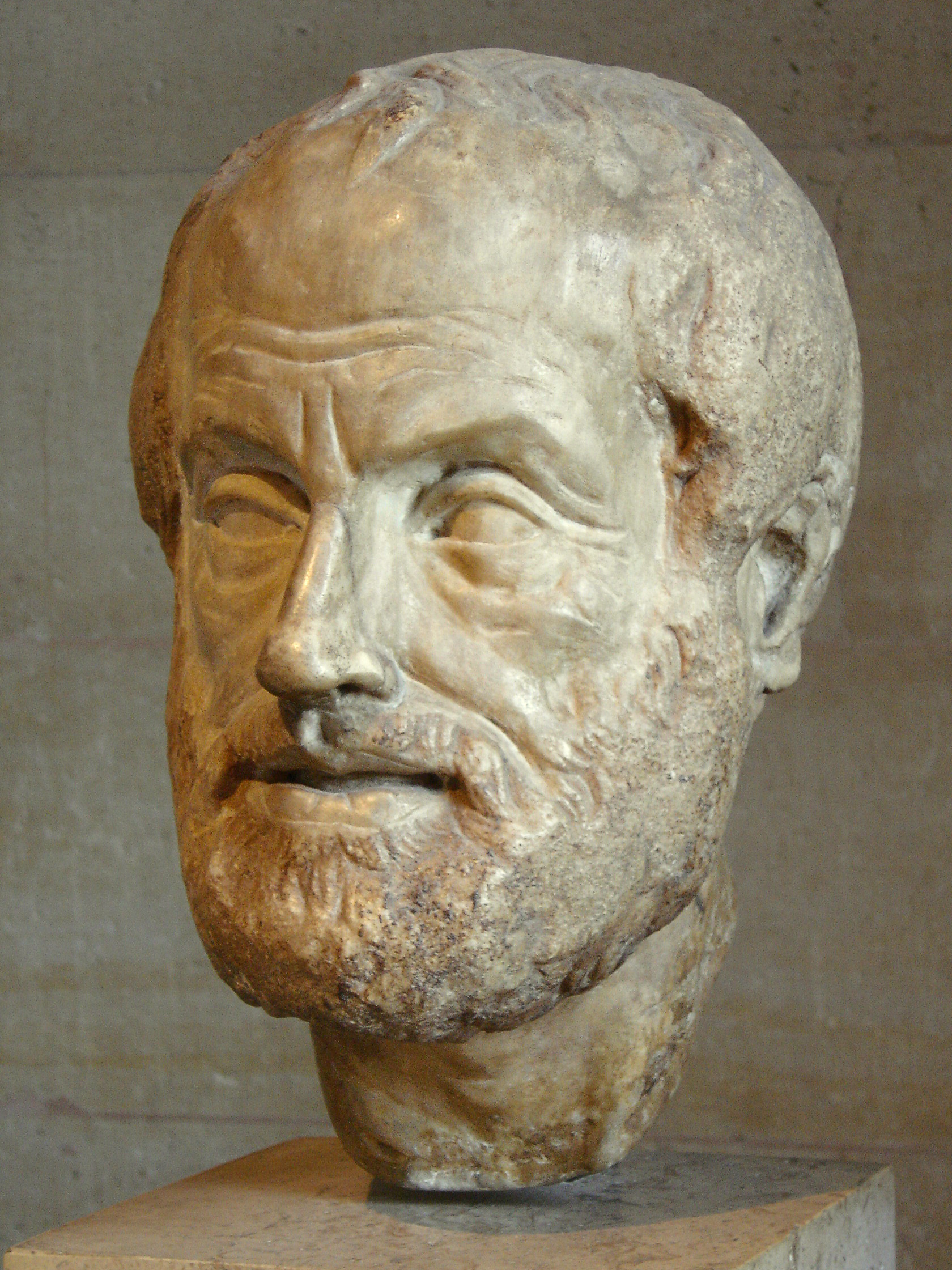
리시포스가 만든 아리스토텔레스의 흉상

공리주의 철학자들은 좋은 결과를 가져오는 거짓말, 즉 선의의 거짓말을 지지했다. 2008년 저서 《좋은 결정을 내리고 항상 옳게 되는 법》(How to Make Good Decisions and Be Right All the Time)에서 이안 킹은 거짓말에 대한 신뢰할 만한 규칙이 가능하다고 제안하며 다음과 같이 정의했다. "속임수가 발각되었을 때 잃을 신뢰보다 행동을 더 가치 있게 바꿀 수 있는 경우에만 속여라 (속임수가 실제로 드러나든 아니든)."
스탠퍼드 법대 교수 데보라 L. 로드는 윤리학자들이 일반적으로 동의하는 "선의의 거짓말"과 해로운 거짓말 또는 속임수를 구별하는 세 가지 규칙을 제시했다.
- 무관심한 관찰자는 이익이 해악보다 크다고 결론 내릴 것이다.
- 대안이 없다.
- 비슷한 상황에서 모든 사람이 비슷하게 행동했다면, 사회는 더 나빠지지 않았을 것이다.

아리스토텔레스는 거짓말을 옹호하는 사람은 결코 믿을 수 없기 때문에 거짓말에 대한 일반적인 규칙은 불가능하다고 믿었다. 철학자인 아우구스티누스 성인, 토마스 아퀴나스 성인, 그리고 이마누엘 칸트는 모든 거짓말을 비난했다. 이 세 철학자 모두에 따르면, 윤리적으로 거짓말을 해도 되는 상황은 없다. 자신을 보호하는 유일한 방법이 거짓말이라고 할지라도, 살인, 고문 또는 기타 어떤 어려움에 직면하더라도 거짓말을 하는 것은 윤리적으로 결코 허용되지 않는다. 이들 각 철학자는 거짓말에 반대하는 윤리적 근거에 대해 서로 양립 가능한 여러 주장을 제시했다. 더 중요한 주장 중 일부는 다음과 같다.
- 거짓말은 화자의 생각을 전달하는 것이 자연적인 목적인 언어의 자연적 능력을 왜곡하는 것이다.
- 거짓말을 할 때, 사회의 신뢰를 훼손한다.

《거짓말》에서 신경과학자 샘 해리스는 거짓말이 거짓말하는 사람과 거짓말을 듣는 사람 모두에게 부정적이라고 주장한다. 거짓말을 하는 것은 다른 사람들이 현실에 접근하는 것을 막는 것이며, 거짓말의 해악은 종종 예상할 수 없다. 거짓말을 듣는 사람들은 좋은 정보가 있어야만 해결할 수 있었던 문제들을 해결하지 못할 수 있다. 거짓말을 하는 것은 또한 자신을 해쳐, 거짓말하는 사람이 거짓말을 듣는 사람을 불신하게 만든다. 거짓말쟁이는 일반적으로 자신의 거짓말에 대해 기분이 나쁘고 진정성, 진정성, 성실성이 상실되었다고 느낀다. 해리스는 성실이 더 깊은 관계를 맺고 삶의 모든 기능 장애를 표면으로 드러낼 수 있게 한다고 주장한다.
《인간적인, 너무나 인간적인》에서 프리드리히 니체는 거짓말을 삼가는 사람들이 거짓말을 유지하는 데 따르는 어려움 때문에 그렇게 할 수도 있다고 제안했다. 이는 사람들을 힘과 능력에 따라 나누는(또는 순위를 매기는) 그의 일반적인 철학과 일치한다. 따라서 어떤 사람들은 약점 때문에만 진실을 말한다.
2016년 노팅엄 대학교에서 주사위 굴리기 테스트를 활용하여 참가자들이 더 많은 보상을 얻기 위해 쉽게 거짓말을 할 수 있도록 한 연구를 진행했다. 이 연구는 규칙 위반이 만연한 국가에서 20대 초반 사람들의 부정직이 더 만연하다는 것을 발견했다.

## 유인원과 어미새
인간이 아닌 존재에게 거짓말하는 능력이 있다는 주장은 유인원과의 언어 연구에서 제기되었다. 한 사례에서 고릴라 코코는 누가 벽에서 싱크대를 뜯어냈느냐는 질문에 자신의 사육사 중 한 명을 가리키며 웃었다.
공격이나 도주의 의도된 방향에 대해 오해를 불러일으키는 페인트 동작과 같은 기만적인 몸짓 언어는 많은 종에서 관찰된다. 어미새는 감지된 포식자(무지한 인간 포함)의 주의를 둥지의 알에서 자신에게로 돌리기 위해 부러진 날개를 가진 척하여 포식자를 둥지 위치에서 멀리 유인할 때 속인다. 이는 특히 검은가슴물떼새의 특징이다.

## 문화적 언급

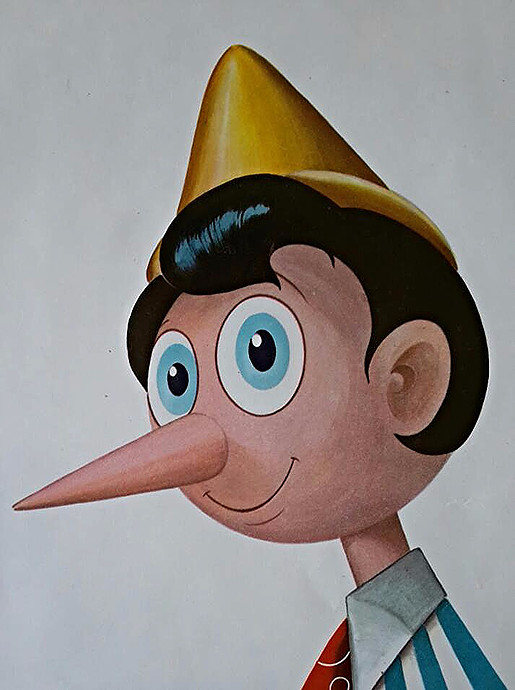
부정직의 상징, 피노키오

- 카를로 콜로디의 피노키오는 거짓말을 하는 경향 때문에 종종 곤경에 처하는 나무 꼭두각시 캐릭터이다. 그의 코는 거짓말을 할 때마다 자란다. 따라서 긴 코는 거짓말쟁이의 캐리커처가 되었다.
- 양치기 소년, 아이소포스가 쓴 우화로, 끊임없이 늑대가 온다고 거짓말을 하는 소년에 대한 이야기이다. 실제로 늑대가 나타났을 때, 아무도 그를 믿지 않는다.
- 파슨 윔즈의 유명한 일화에 따르면, 조지 워싱턴은 어렸을 때 도끼로 벚나무를 베었다고 한다. 그의 아버지가 누가 벚나무를 베었느냐고 묻자, 워싱턴은 "아버지, 거짓말을 할 수 없습니다"라는 말로 자신의 죄를 고백했다.
- 《투 텔 더 트루스》는 세 명의 참가자가 오직 한 명만이 진짜 사람이라고 주장하는 게임 쇼 장르의 시초이다.
- 글렌 케슬러, 워싱턴 포스트의 기자는 그의 워싱턴 포스트 팩트 체커 블로그에서 정치인들에게 피노키오 하나에서 네 개를 수여한다.[52]
- 손무는 "모든 전쟁은 기만에 기반한다"고 선언했다.
- 마키아벨리는 《군주론》에서 군주는 "위대한 가장자이자 기만자"가 되어야 한다고 조언했다.[53]
- 토머스 홉스는 《리바이어던》에서 "전쟁에서는 힘과 사기가 두 가지 기본적인 미덕이다"라고 썼다.
- 메모리 홀의 개념은 조지 오웰의 디스토피아 소설 《1984》에서 처음 대중화되었다. 이 소설에서 진리부는 모든 잠재적인 역사 문서를 체계적으로 재창조하여, 사실상 끊임없이 변화하는 국가 선전에 맞게 모든 역사를 다시 썼다. 이러한 변화는 완전하고 감지할 수 없었다.
- 영화 《빅 팻 라이어》에서 스토리 프로듀서 마티 울프(악명 높고 자랑스러운 거짓말쟁이)는 학생 제이슨 셰퍼드의 이야기를 훔치는데, 이 이야기는 거짓말이 통제 불능이 되어 거짓말을 할 때마다 캐릭터의 몸집이 커지는 내용이다.
- 영화 《라이어 라이어》에서 변호사 플레처 리드(짐 캐리)는 아들의 소원이 마법처럼 이루어져 24시간 동안 거짓말을 할 수 없게 된다.
- 1985년 영화 《맥스 헤드룸》에서 주인공은 정치인이 거짓말을 할 때 언제나 알 수 있다고 말하는데, 그 이유는 "입술이 움직이기" 때문이라고 한다. 이 농담은 널리 반복되고 재구성되었다.
- 래리-보이! 우주에서 온 거짓말!은 범죄 퇴치 슈퍼히어로가 초강력 빨판 귀로 외부에서 온 '거짓말'이라는 외계인이 거짓말로 인해 몸집이 커지면서 밤블리버그 마을을 파괴하는 것을 막아야 하는 야채극장 베지테일 이야기이다. 진실을 말하는 것이 이 이야기의 교훈이다.
- 비슷한 전제가 파워퍼프걸 에피소드 "집안에서의 거짓말"에서 발견될 수 있는데, 이 에피소드에서는 거짓말을 할 때마다 괴물이 집안을 엉망으로 만들고 몸집이 커진다.
- 《라이 투 미》는 얼굴 표정과 몸짓 언어를 통해 거짓말을 읽는 행동 분석가를 기반으로 한 TV 시리즈이다.
- 《거짓말의 발명》은 리키 저베이스, 제니퍼 가너, 롭 로, 티나 페이 주연으로, 최초의 거짓말이 허구적으로 발명된 것을 묘사하는 2009년 영화이다.
- 《바론의 대모험》은 18세기 한 남작이 터무니없고 믿을 수 없는 이야기들을 들려주는데, 이 모든 이야기가 사실이라고 주장하는 내용이다.
- 《그랜드 테프트 오토 IV》와 《그랜드 테프트 오토 V》에는 FIB라는 기관이 있는데(FBI를 패러디한 것), 이 기관은 이야기를 은폐하고 범죄자들과 협력하며 거짓말을 통해 정보를 추출하는 것으로 알려져 있다.

## 심리학
거짓말하는 능력은 인간이 보편적으로 지닌 재능이라고 주장된다.
찰스 다윈의 진화론은 가장 적합한 자만이 살아남는다고 주장하며, 거짓말을 통해 우리는 사회적 이미지와 지위, 능력, 그리고 일반적으로 바람직함을 다른 사람들에게 좋게 보이도록 개선하는 것을 목표로 한다. 연구에 따르면 인간은 생후 6개월이라는 어린 나이부터 울음과 웃음을 통해 관심을 끌기 위해 거짓말을 시작한다.
과학적 연구는 성별에 따른 거짓말 형태의 차이를 보여주었다. 남성과 여성은 같은 빈도로 거짓말을 하지만, 남성은 자신을 기쁘게 하기 위해 거짓말을 할 가능성이 더 높고 여성은 다른 사람을 기쁘게 하기 위해 거짓말을 할 가능성이 더 높다. 인간은 경쟁과 엄격한 사회 규범의 세계에 살고 있는 개인이므로 거짓말과 속임수를 사용하여 생존과 번식의 기회를 높일 수 있다는 가설이 있다.
고정관념적으로 말하자면, 데이비드 리빙스턴 스미스는 남성들이 성적인 능력에 대해 과장하기를 좋아하지만 자신을 비하하는 주제는 피하는 반면, 여성들은 남성들의 눈에 더 존경받고 충실해 보이기 위해 성적인 능력을 과소평가하고 '주홍글씨'로 낙인찍히는 것을 피한다고 주장한다.
파킨슨병 환자는 다른 사람을 속이는 데 어려움을 겪는데, 이러한 어려움은 전전두피질의 기능 저하와 관련이 있다. 이는 부정직한 능력과 전전두피질 기능의 통합성 사이에 연관성이 있음을 시사한다.
최근 연구에 따르면 거짓말을 꾸미는 데는 진실을 말하는 것보다 시간이 더 오래 걸린다. 또는 치프 조셉이 간결하게 말했듯이, "진실을 말하는 데는 많은 말이 필요하지 않다."
설득력 없는 거짓말쟁이 중 일부는 자신이 그렇다고 진정으로 믿는다.
환상적 공상허언증은 정신과의사들이 습관적이거나 강박적인 거짓말 행동에 적용하는 용어이다. 망상증은 거짓말과 과장하려는 과도하거나 비정상적인 경향이 있는 상태를 말한다.

## 종교적 관점

### 성경에서

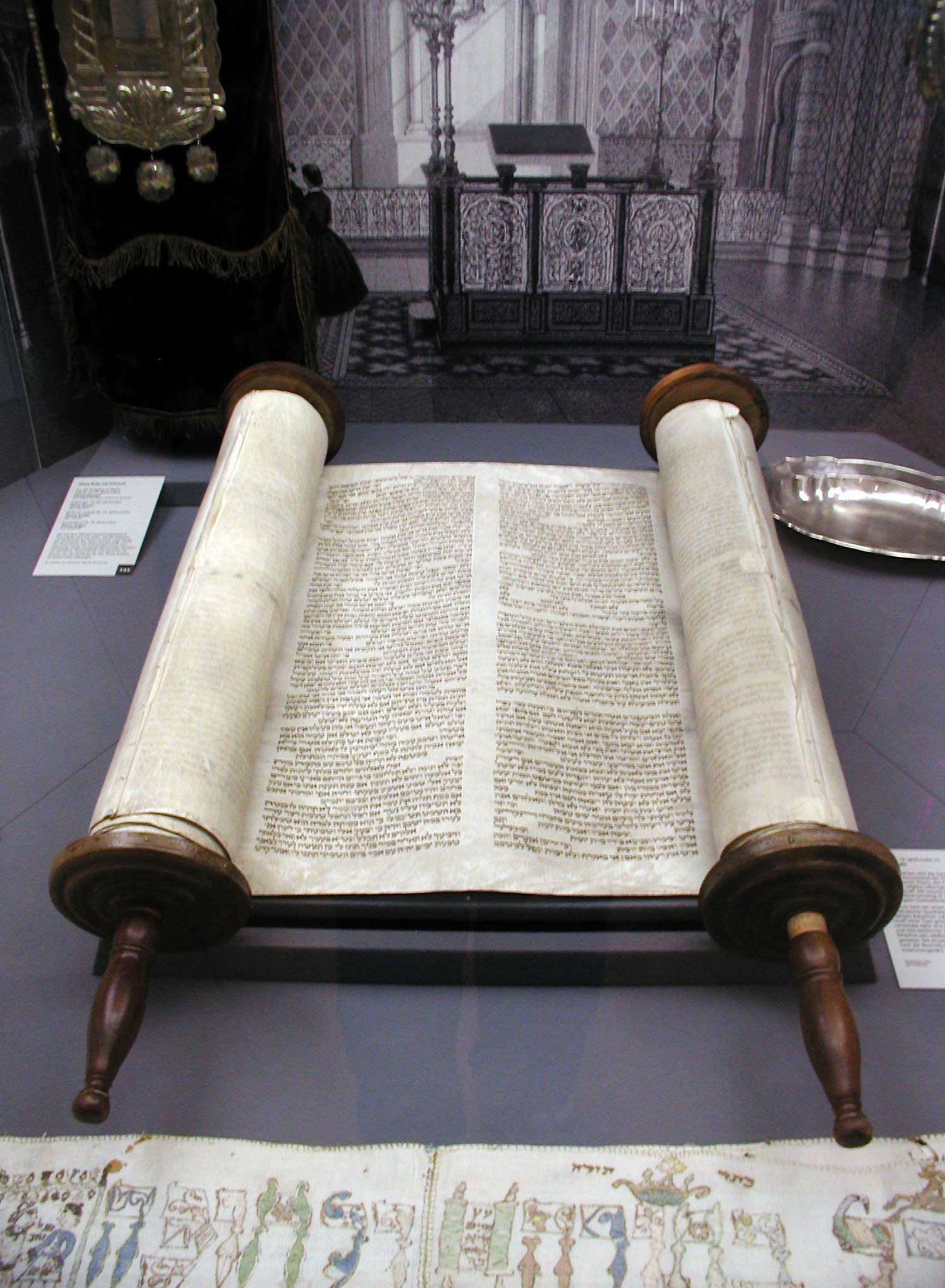
쾰른의 글로켄가세 시나고그에서 복원된 토라 두루마리

구약성경과 신약성경 모두 하나님이 거짓말을 할 수 없으며 거짓말은 부도덕하다는 진술을 담고 있다(민수기 23:19, 하바꾹서 2:3, 히브리서 6:13–18). 그럼에도 불구하고, 하나님이 승리를 제공하기 위해 적들을 의도적으로 혼란스럽게 만들고 혼란에 빠뜨리는 예들이 있다(데살로니가후서 2:11; 열왕기상 22:23; 에제키엘서 14:9).
성경의 여러 구절은 거짓말이 부도덕하고 잘못되었음을 주장하는 내용을 담고 있다(잠언 6:16–19; 시편 5:6), (레위기 19:11; 잠언 14:5; 잠언 30:6; 스바니야서 3:13), (이사야서 28:15; 다니엘서 11:27), 가장 유명하게는 십계명에 "거짓 증거하지 말라"고 명시되어 있다(출애굽기 20:2–17; 신명기 5:6–21); 출애굽기 23:1; 마태복음 19:18; 마가복음 10:19; 누가복음 18:20는 위증에 대한 구체적인 언급이다.
다른 구절들은 생사와 관련된 극단적인 상황에서 거짓말이 행해졌던 서술적인(규범적이지 않은) 내용을 담고 있다. 대부분의 기독교 철학자들은 거짓말이 결코 용납될 수 없지만, 심지어 하나님의 눈에 의로운 자들도 때로는 죄를 짓는다고 주장할 수 있다. 구약성경의 거짓말 사례는 다음과 같다.
- 산파들은 이스라엘 아이들을 죽일 수 없다고 거짓말을 했다. (출애굽기 1:15–21).
- 라합은 여리고 왕에게 히브리 정탐꾼들을 숨겼다고 거짓말을 했고(여호수아기 2:4–5), 믿음 때문에 불순종한 자들과 함께 죽임을 당하지 않았다(히브리서 11:31).
- 아브라함은 아내 사라에게 이집트인들을 속이고 그녀가 자신의 누이라고 말하라고 지시했다(창세기 12:10). 아브라함의 이야기는 엄밀히 사실이었다. 사라는 그의 이복 누이였기 때문이다. 하지만 아브라함은 이집트인들이 그녀를 데려가기 위해 자신을 죽일까 두려워 사라가 아브라함의 아내가 아니라고 믿게 하려고 의도적으로 오해의 소지가 있게 말한 것이다. 그녀는 매우 아름다웠기 때문이다.[70]

신약성경에서 예수님은 악마를 거짓말의 아버지라고 부르시고(요한복음 8:44), 바울은 그리스도인들에게 "서로 거짓말하지 말라"고 명령한다(골로새서 3:9; 레위기 19:11 참조). 심판의 날에 회개하지 않은 거짓말쟁이들은 불못에서 벌을 받을 것이다(요한계시록 21:8; 21:27).

### 아우구스티누스의 분류

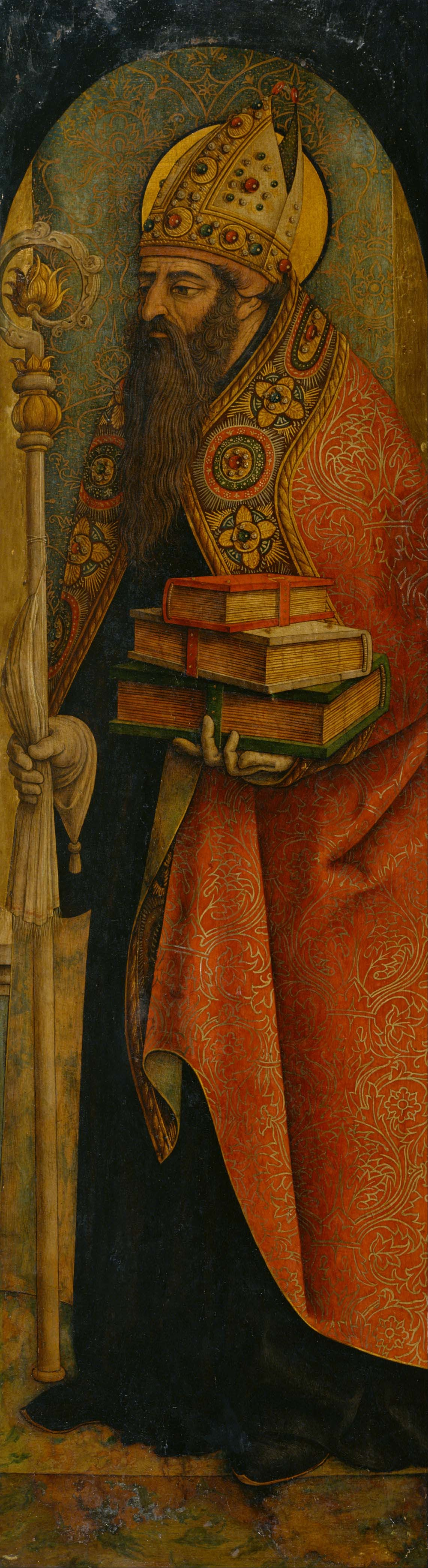
카를로 크리벨리의 아우구스티누스 성인

아우구스티누스는 거짓말에 관한 두 권의 책을 썼다: 거짓말에 관하여 (De Mendacio)와 거짓말에 반대하여 (Contra Mendacio). 그는 그의 후기 작품인 Retractationes에서 각 책을 설명한다. Retractationes에서 De Mendacio의 위치로 보아, AD 395년경에 쓰여진 것으로 보인다. 첫 번째 작품인 On Lying은 "Magna quæstio est de Mendacio" ("거짓말에 대한 큰 문제가 있다")로 시작한다. 그의 텍스트에서, 성 아우구스티누스는 거짓말을 8가지 범주로 나누었는데, 심각도 순으로 다음과 같다.
- 종교 가르침에 대한 거짓말
- 다른 사람에게 해를 끼치고 아무도 돕지 않는 거짓말
- 다른 사람에게 해를 끼치고 누군가를 돕는 거짓말
- 거짓말하는 즐거움을 위해 말하는 거짓말
- "부드러운 담론으로 다른 사람들을 기쁘게 하기 위해" 말하는 거짓말
- 아무에게도 해를 끼치지 않고 물질적으로 누군가를 돕는 거짓말
- 아무에게도 해를 끼치지 않고 영적으로 누군가를 돕는 거짓말
- 아무에게도 해를 끼치지 않고 "신체적 더러움"으로부터 누군가를 보호하는 거짓말

아우구스티누스는 거짓말을 외부적 심각도에 따라 구별함에도 불구하고, 두 논문 모두에서 거짓말, 즉 내부적으로 진실이라고 생각하지 않는 것을 외부적으로 전달하는 행위는 본질적으로 죄악이므로 윤리적으로 허용되지 않는다고 주장한다.
아우구스티누스는 농담으로 한 거짓말이나 거짓말을 진실이라고 믿거나 추측하는 사람이 한 거짓말은 사실 거짓말이 아니라고 썼다.

### 불교에서
불교의 다섯 계율 중 네 번째는 언행으로 저지르거나 말하는 거짓말을 금한다. 이 계율에는 악의적인 말, 거친 말, 험담으로 구성된 다른 형태의 잘못된 말을 피하는 것도 포함된다. 불순한 동기 (예를 들어, "작은 선의의 거짓말"이 아니라)에 의해 거짓말이 동기 부여된다면 계율 위반은 더 심각하게 간주된다. 수반되는 미덕은 정직하고 신뢰할 수 있는 것이며, 일에서의 정직함, 타인에 대한 진실함, 상사에 대한 충성, 후원자에 대한 감사함을 포함한다. 불교 경전에서 이 계율은 첫 번째 계율 다음으로 가장 중요하게 여겨지는데, 거짓말하는 사람은 수치심이 없어 많은 잘못을 저지를 수 있다고 간주되기 때문이다. 거짓말은 타인에게 해를 끼치기 때문에 피해야 할 뿐만 아니라, 진리를 찾는 불교의 이상에 어긋나기 때문이다.
네 번째 계율은 거짓말과 해로운 말을 피하는 것을 포함한다. 틱낫한과 같은 일부 현대 불교 스승들은 이를 허위 뉴스 및 불확실한 정보 확산을 피하는 것을 포함한다고 해석한다. 데이터 조작, 허위 광고 또는 온라인 사기와 관련된 작업도 위반으로 간주될 수 있다. 인류학자 바렌트 테르빌은 태국 불교도들 사이에서 네 번째 계율은 사람들이 암시하거나, 과장하거나, 학대적이거나 기만적으로 말할 때도 어겨진다고 보고한다.

### 노르드 이교에서
에다 시의 한 부분인 Gestaþáttr에서 오딘은 "거짓말을 하는 가짜 적"을 다룰 때 거짓말을 하는 것도 현명하다고 말한다.

### 조로아스터교에서

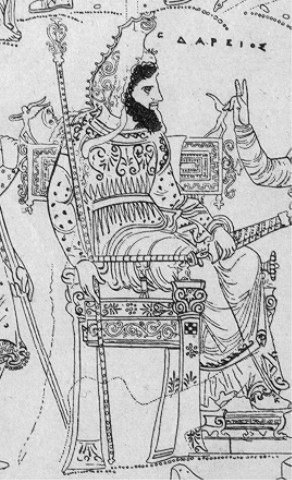
기원전 4세기 그리스 화가가 상상한 다리우스 1세

조로아스터는 우주에 두 가지 힘이 있다고 가르친다. 아샤는 진실, 질서, 그리고 실재하는 것이며, 드루지는 "거짓말"이다. 나중에 거짓말은 앙그라 마이뉴로 의인화되었는데, 이 인물은 기독교의 악마와 유사하며 아후라 마즈다 (신)의 영원한 대적으로 묘사되었다.
헤로도토스는 기원전 5세기 중반에 폰토스에 거주하는 페르시아인에 대한 그의 기록에서 페르시아 젊은이들이 5세부터 20세까지 세 가지를 배우도록 교육받았다고 보고한다. – "말을 타는 것, 활을 쏘는 것, 그리고 진실을 말하는 것". 그는 또한 다음과 같이 덧붙인다. "세상에서 가장 불명예스러운 일은 거짓말을 하는 것이라고 [페르시아인들은] 생각한다. 그 다음으로 나쁜 것은 빚을 지는 것이다. 왜냐하면, 다른 이유들 중에서도, 채무자는 거짓말을 해야 하기 때문이다."
아케메네스 페르시아에서 거짓말인 드라유가 (아베스타어: 드루지)는 칠죄종으로 간주되었으며, 일부 극단적인 경우에는 사형에 처해졌다. 1930년대 고고학자들이 페르세폴리스 유적지에서 발견한 점토판은 아케메네스 시대의 진실 문화에 대한 사랑과 숭배에 대한 충분한 증거를 제공한다. 이 점토판에는 주로 상인과 창고지기였던 평범한 페르시아인들의 이름이 적혀 있다. 예일 대학교의 스탠리 인슬러에 따르면, 이 점토판에서 발견된 관리들과 하급 서기들의 이름 72개에 "진실"이라는 단어가 포함되어 있다. 따라서 인슬러는 아르타파나(진실의 수호자), 아르타카마(진실의 애호가), 아르타마나(진실을 마음에 둔), 아르타파르나(진실의 영광을 지닌), 아르타주스타(진실을 즐거워하는), 아르타스투나(진실의 기둥), 아르타프리다(진실을 번성시키는), 아르타후나라(진실의 고결함을 지닌)와 같은 이름들이 있다고 말한다.
다리우스 1세는 그의 통치 기간 동안 "선한 규정의 법령"을 제정했다. 거짓말과의 끊임없는 싸움에 대한 다리우스의 증언은 베히스툰 비문에서 찾아볼 수 있다. 그는 다음과 같이 증언한다. "나는 거짓말 추종자가 아니었고, 잘못을 저지르는 자가 아니었다… 나는 의로움에 따라 행동했다. 약한 자에게도 강한 자에게도 잘못을 저지르지 않았다. 내 집과 협력한 자는 잘 보상했고, 해를 끼친 자는 잘 벌했다."
그는 아후라 마즈다, 즉 신에게 "적군, 기근, 거짓말"로부터 나라를 보호해 달라고 기도한다.
다리우스는 제국 전역에서 발생한 대규모 반란을 처리하는 데 고심했다. 1년 동안 9명의 반역자와 성공적으로 싸운 후, 다리우스는 후세를 위해 그들과의 전투를 기록하고 거짓말이 어떻게 그들을 제국에 반역하게 했는지 알려준다. 베히스툰 비문에서 다리우스는 다음과 같이 말한다. "나는 그들을 물리치고 아홉 명의 왕을 포로로 잡았다. 한 명은 마기 사람인 가우마타라는 이름이었다. 그는 거짓말을 했다. 이렇게 말했다. 나는 키루스의 아들 스메르디스이다… 한 명은 엘람 사람인 아치나라는 이름이었다. 그는 거짓말을 했다. 이렇게 말했다. 나는 엘람의 왕이다… 한 명은 바빌론 사람인 니딘투벨이라는 이름이었다. 그는 거짓말을 했다. 이렇게 말했다. 나는 나보니두스의 아들 느부갓네살이다. … 거짓말이 그들을 반역하게 만들었으며, 그리하여 이 사람들이 백성을 속였다." 그리고 그의 아들이자 뒤를 이어 위대한 왕이 될 크세르크세스 1세에게 조언한다. "이후 왕이 될 너는 거짓말로부터 힘껏 자신을 보호하라. 거짓말을 따르는 자는 그가 생각하는 대로 잘 벌하라. 내 나라가 안전하게 될 것이다!"

## 같이 보기
- 감성적 호소
- 흑색선전
- 윤리학
- 조작 (과학)
- 거짓 유추
- 거짓 등가성
- 반증 가능성
- 지식 위조
- 정신적 유보
- 그럴듯한 부인
- 탈진실 정치
- 선호 위조
- 죄수의 딜레마
- 심리 조작
- 궤변술
- 스핀 (홍보)
- 거짓말쟁이의 역설
- 진실